# Centrum Badania Opinii Społecznej
Centrum Badania Opinii Społecznej (CBOS), pełna nazwa: Fundacja Centrum Badania Opinii Społecznej – ośrodek badania opinii publicznej z siedzibą w Warszawie, utworzony w 1982. 
Od 2023 dyrektorem CBOS jest Ewa Marciniak.

## Historia
CBOS został powołany uchwałą Rady Ministrów 3 września 1982 przez pułkownika Stanisława Kwiatkowskiego, doradcę gen. Wojciecha Jaruzelskiego. 
Od 1997 działa na podstawie ustawy z dnia 20 lutego 1997 r. o fundacji – Centrum Badania Opinii Społecznej. Formalnie jest fundacją, nad którą nadzór sprawuje Prezes Rady Ministrów.
Ośrodek jest członkiem Organizacji Firm Badania Opinii i Rynku.

## Zadania
Celem CBOS jest prowadzenie badań opinii publicznej, upowszechnianie wiedzy o stanie i tendencjach zmian opinii, przekazywanie wyników badań organom państwowym i instytucjom publicznym. Centrum wydaje raporty z prowadzonych badań, a także realizuje badania marketingowe i naukowe.

## Organy
- Dyrektor CBOS – Ewa Marciniak[6],
- Pełnomocnik ds. Przygotowywania i Opracowania Badań: Beata Roguska[7]
- Pełnomocnik ds. Realizacji Badań: Marcin Głowacki
- Rada CBOS – składa się z 11 członków[8]:
  - przewodniczący dr hab. Dominik Batorski, przedstawiciel Prezesa Rady Ministrów
  - dr Rafał Boguszewski, przedstawiciel Instytutu Nauk Socjologicznych i Pedagogiki Szkoły Głównej Gospodarstwa Wiejskiego w Warszawie
  - dr Barbara Fedyszak-Radziejowska, doradca i przedstawicielka Prezydenta RP
  - dr Łukasz Kiszkiel, przedstawiciel Wydziału Socjologii Uniwersytetu w Białymstoku
  - dr hab. Tomasz Masłyk, przedstawiciel Wydziału Humanistycznego Akademii Górniczo-Hutniczej w Krakowie
  - dr Anna Materska-Sosnowska, przedstawicielka Senatu RP
  - dr hab. Wojciech Rafałowski, przedstawiciel Wydziału Socjologii Uniwersytetu Warszawskiego
  - prof. dr hab. Andrzej Rychard, przedstawiciel Instytutu Filozofii i Socjologii Polskiej Akademii Nauk
  - dr hab. Ireneusz Sadowski, przedstawiciel Instytutu Studiów Politycznych Polskiej Akademii Nauk
  - dr hab. Michał Wenzel, przedstawiciel Instytutu Nauk Społecznych Uniwersytetu SWPS
  - Stanisław Zakroczymski, przedstawiciel Sejmu RP

## Finansowanie z budżetu państwa
Działalność Centrum Badania Opinii Społecznej jest współfinansowana z budżetu państwa w ramach części 16 – Kancelaria Prezesa Rady Ministrów. 

## Krytyka
CBOS ze względu na sposób finansowania i sposób sprawowania nadzoru jest krytykowany przez niektóre media, które zarzucają mu nieobiektywność. Stosowana metodyka badań powoduje, że ich wyniki są obciążone tzw. efektem partii władzy (przeszacowują wyniki partii rządzącej i niedoszacowują partii opozycyjnych).